# Австралия на зимних Олимпийских играх 1984
Австралия принимала участие в Зимних Олимпийских играх 1984 года в Сараево (Югославия) в десятый раз за свою историю, но не завоевала ни одной медали. Сборная страны состояла из 10 спортсменов (8 мужчин, 2 женщины), которые выступили в соревнованиях по горнолыжному спорту, лыжным гонкам, биатлону, конькобежному спорту и фигурному катанию.